# 栃木県立図書館
栃木県立図書館（とちぎけんりつとしょかん、Tochigi Prefectural Library）は、栃木県宇都宮市塙田1丁目3番地23にある公共図書館である。

## 建物
図書館の建物は吉武泰水が手掛けたもので、傾斜地を利用して各部屋を通路や階段で結んだ複雑な構造をしている。地上5階地下1階建てで、敷地面積は4,785.62 m2、建築面積は1,684.17 m2延床面積は5,319.62 m2である。

### 移転計画
建設から半世紀が過ぎ、老朽化が進んでいる。
2011年12月から耐震改修工事のため旧宇都宮中央郵便局に仮移転して業務を縮小して運営し、リニューアルオープンまでの間は図書の閲覧や学習室の利用はできず、図書の貸出は予約貸出のみが可能となっていた。2011年11月21日から休館し、同年12月6日から仮移転先で業務を再開した。2013年2月14日、工事が完了したため通常業務を再開した。
改修工事後も図書館の在り方が課題となっており、県では栃木県立美術館とともに栃木県体育館の跡地（宇都宮市中戸祭1丁目）への移転を検討している。

### 資料数
2020年のデータ。収蔵量は761,272冊である。
- 館内用図書 - 634,749冊
- 館外用図書 - 126,523冊
- 視聴覚資料 - 52,970点

2007年のデータ。収蔵量は664,996冊である。
- 館内用図書 - 533,784冊
- 館外用図書 - 131,212冊
- 視聴覚資料 - 57,881点

## 沿革
- 1910年（明治43年）6月 二宮文庫開設（県立図書館の母体）
- 1935年（昭和10年）6月 栃木県教育会図書館開館（旧、二宮文庫）
- 1946年（昭和21年）11月 栃木県立図書館開館（教育会館内）
- 1947年（昭和22年）7月 児童閲覧室開設
- 1948年（昭和23年）5月 巡回文庫開設
- 1949年（昭和24年）2月 館外貸出開始
- 1950年（昭和25年）
  - 4月 図書館法公布
  - 7月 移動図書館による貸出開始、第1号車運行（車名は公募「あけぼの号」）
- 1954年（昭和29年）9月 栃木会館及び図書館建設起工式挙行
- 1955年（昭和30年）12月 新図書館において開館（栃木会館隣り）
- 1957年（昭和32年）4月 レコード貸出開始
- 1961年（昭和36年）9月 複写サービス開始
- 1969年（昭和44年）11月 図書館新館建設起工式挙行
- 1971年（昭和46年）
  - 4月 図書館新館落成式挙行
  - 5月 現在地において新館開館
- 1973年（昭和48年）10月 出口文庫開設
- 1977年（昭和52年）2月 平畑文庫開設
- 1987年（昭和62年）10月 森山文庫開設
- 1996年（平成8年）3月 滝澤コレクション開設
- 2000年（平成12年）3月 移動図書館廃止
- 2001年（平成13年）8月 ウェブサイト開設
- 2003年（平成15年）10月 浙江文庫開設
- 2011年（平成23年）
  - 11月 耐震改修工事のため休館
  - 12月 仮移転先で業務を再開
- 2013年（平成25年）2月 耐震改修工事完了のため通常業務再開
- 2016年（平成28年）「県立図書館デジタルコレクション」を開始。（所蔵する貴重な資料をインターネットから閲覧できる）[14]
- 2020年（令和2年）
  - 3月6日 - コロナウイルス感染症の流行により臨時休館[15]。
  - 4月1日 - 事前予約を受けた資料に限り、貸出を再開[15]。

## サービス

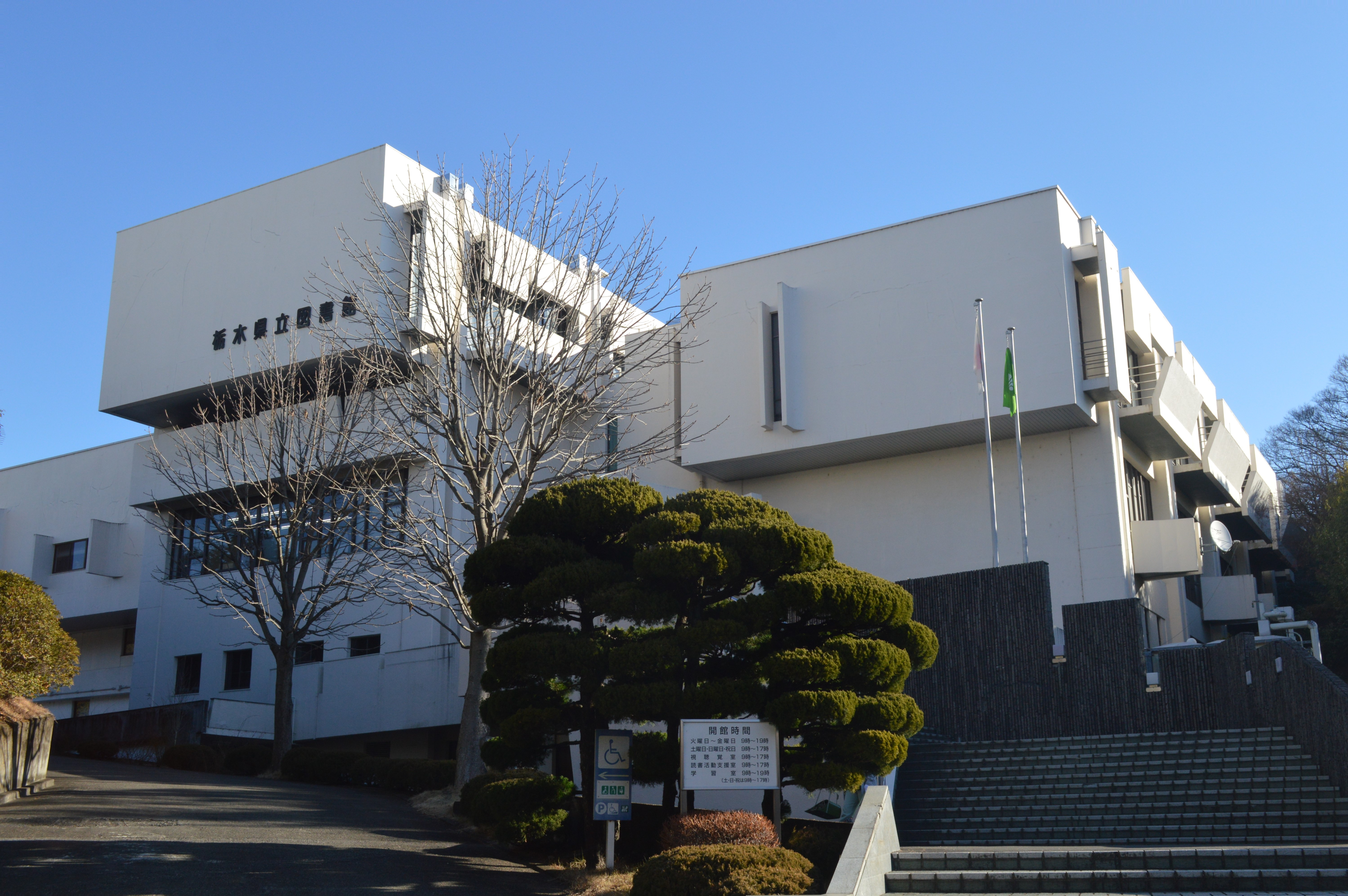
建物

### 開館時間
- 火-金:9:00-19:00
- 土・日・祝:9:00-17:00

### 休館日
- 月曜日（祝日及び国民の休日の場合は翌日）
- 毎月第4木曜日（祝日及び国民の休日を除く）
- 年末年始（12月28日-1月4日）
- 図書特別整理期間（年2回、3月下旬及び9月下旬）

## アクセス
公共交通
- JR宇都宮駅より関東バスまたはJRバス関東利用
  - 鶴田駅、大谷・立岩、作新学院方面など各方面行で「県庁前」下車徒歩5分

行先番号54番のみ、「県庁前」下車後徒歩3分
  - 宇都宮市内循環線きぶな号で「県庁東」下車徒歩2分
- タクシー：宇都宮駅西口又は東武宇都宮駅より約5分

自家用車
- 東北自動車道鹿沼ICより約30分、県庁地下駐車場または周辺のコインパーキング利用